# Estate violenta
Estate violenta è un film drammatico del 1959 diretto da Valerio Zurlini. Vinse due Nastri d'argento nell'edizione del 1960.

## Trama
Italia, estate del 1943. Carlo Caremoli, figlio ventenne di un gerarca fascista, raggiunge in treno un gruppo di suoi amici in vacanza a Riccione. Il giovane, grazie a rinvii per motivi di studio e anche grazie all'influenza del padre, è riuscito a evitare la partenza per il servizio militare. In un'atmosfera spensierata e in un ambiente assolutamente lontano dalle difficoltà in cui versa l'Italia a causa della guerra, vediamo questo gruppo di giovani della buona borghesia passare le giornate tra spiaggia, feste e gite in barca. Tra Carlo e Rossana si sviluppa una simpatia che potrebbe sfociare in un legame sentimentale.

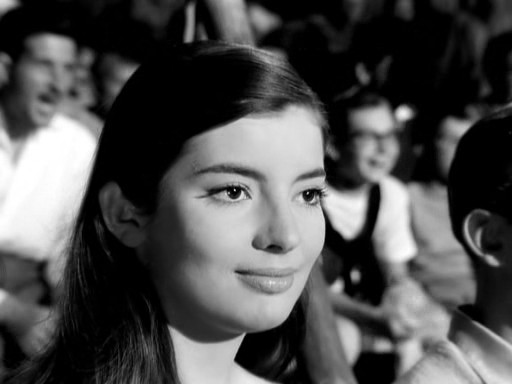
Jacqueline Sassard in una scena del film

La vita tranquilla di questa brigata di amici è interrotta da un aereo della tedesca Luftwaffe che vola a bassissima quota lungo il litorale, terrorizzando apposta i bagnanti: nella confusione che ne segue, Carlo si imbatte in Colomba, una bambina che si è smarrita, e fa conoscenza con Roberta, la madre della bambina, offrendosi di riaccompagnarle a casa.
Roberta è un'affascinante trentenne che conduce una vita monotona e appartata con sua madre e con una governante. Suo marito, eroe della Regia Marina, è morto in un'azione di guerra e le donne passano le giornate ricevendo talvolta visite di ufficiali e di subordinati che vengono a rendere omaggio alla memoria del caduto.

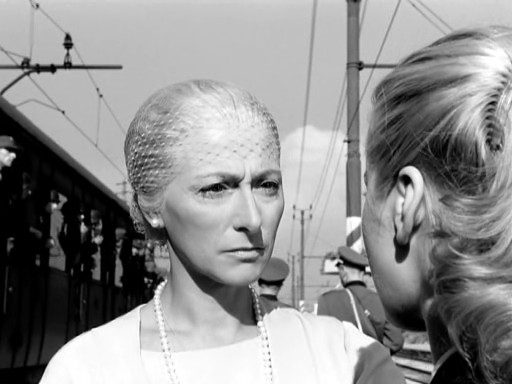
Lilla Brignone in una scena del film

Qualche giorno dopo, alla barca dei ragazzi che fanno il bagno al largo, si avvicina Roberta che chiede di poter riposare un attimo prima di riprendere a nuotare. L'ostilità con la quale viene accolta da Rossana, che stenta a rivolgerle la parola, la costringe ad abbandonare quasi subito la barca e a tornare a nuoto verso la riva. Carlo percepisce il disagio e, quasi per scusarsi, si reca successivamente in visita a casa della vedova proponendole un'escursione verso la vicina San Marino, alla ricerca di generi alimentari che in città scarseggiano. Roberta, malgrado i consigli della madre che diffida del giovane e della famiglia da cui proviene (il padre è un ras violento della prima ora e la madre era soprannominata Pompadour), dopo un primo imbarazzato diniego decide di uscire con lui. Nel corso della passeggiata a San Marino, i due si scambiano impacciate confidenze ma l'attrazione è sempre più forte e Carlo si fa promettere un'ulteriore gita al castello di Gradara, famoso per l'episodio di Paolo e Francesca.
Al ritorno a casa, Roberta trova ad attenderla Maddalena, giovane sorella del marito. In lacrime, Maddalena le chiede ospitalità e le confida di aver dovuto fuggire suo malgrado dal luogo in cui viveva lasciando sola la madre che, caparbiamente, non ha voluto staccarsi dalla sua casa, nonostante il pericolo dei bombardamenti.
Maddalena viene subito accettata nella compagnia di amici e una sera viene invitata, insieme a Roberta, per una serata al circo. Durante lo spettacolo viene a mancare la luce e tutto il gruppo si sposta a casa di Carlo, dove al suono di vecchi dischi - alcuni stranieri - si formano le coppie e si comincia a ballare. Dopo un gioco di sguardi e di sottintesi, Carlo e Roberta si ritrovano al buio in giardino e, mentre si baciano, vengono sorpresi da Rossana che fugge via piangendo.
Il giorno dopo Roberta cerca di convincere Carlo a non tornare più e a dimenticare quello che è successo fra loro, ma Carlo vince facilmente le sue resistenze.

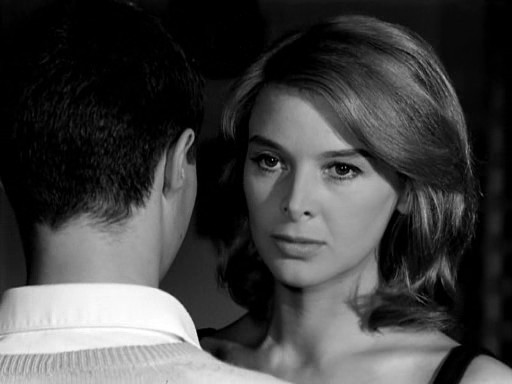
Eleonora Rossi Drago in una scena del film

Il 25 luglio la radio annuncia la caduta del governo Mussolini e trasmette la dichiarazione del maresciallo Badoglio. Le case del fascio vengono prese d'assalto, i gerarchi pestati, ma il padre di Carlo riesce a fuggire e la casa viene requisita per accogliere degli sfollati. Intanto la passione di Carlo e Roberta si consuma in incontri sulla spiaggia e poi addirittura a casa di lei, dove Carlo passa tutta la notte. La madre di Roberta le ricorda le sue responsabilità di madre e di vedova di una medaglia d'oro. Intanto Maddalena, visibilmente a disagio, decide di lasciare la casa e di ripartire.
In una notte passata ancora una volta sulla spiaggia davanti al Grand Hotel Riccione, i due vengono sorpresi da un militare di ronda che scopre che i documenti di rinvio di Carlo sono scaduti e gli intima di presentarsi l'indomani al Comando militare di Bologna. Roberta non vuole perdere il suo amante e gli propone di andare a Rovigo per nascondersi insieme in una villa disabitata di sua proprietà. Il treno su cui salgono è costretto però a fermarsi in aperta campagna a causa di un terribile bombardamento: nell'amaro impatto con la realtà, tra morte e distruzione Carlo si sente richiamato ai suoi doveri e chiede a Roberta di tornare indietro dalla bambina, mentre lui sceglie di andare incontro al suo futuro.

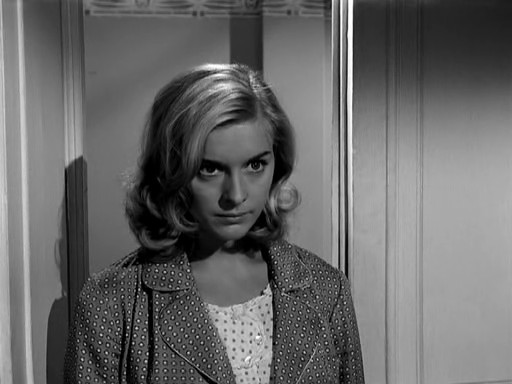
Federica Ranchi in una scena del film

## Produzione

### Sviluppo
A proposito della nascita del soggetto del suo film, il regista Valerio Zurlini scrisse:
"Scelsi il tema degli anni Quaranta perché era il tema della mia giovinezza. Il film però non è affatto autobiografico. Ogni tanto mi accusano di fare dell’autobiografia, ma io ritengo – come diceva Thomas Mann – che l’autobiografia sia la malattia infantile di uno scrittore, e perciò tento di evitarla disperatamente. (…) Questo non toglie che l’autobiografismo, cacciato dalla porta, rientri dalla finestra, perché rientra nell’atmosfera, nel tempo che si descrive, nell’aria, in tante cose. Io mi ero sempre rammentato quell’ultima, incredibile, drammatica e strana vacanza che era stata l’estate del ’43, dopo la quale per me, per due anni, non ci furono più vacanze né estati perché andai in guerra."

### Riprese
Il film, girato tra Marche ed Emilia-Romagna, presenta diverse inquadrature con il promontorio di Gabicce Mare sullo sfondo, nonché il litorale tra Fano e Pesaro, Rimini, e uno scorcio del Montefeltro dall'alto di San Marino.

## Distribuzione
Il film uscì nelle sale cinematografiche italiane a partire dal 13 novembre 1959, mentre in Argentina il 9 marzo 1960, in occasione del Festival di Mar Del Plata, e negli Stati Uniti dal 19 maggio 1961.

### Prime visioni nazionali (lista parziale)
- Dal 13 novembre 1959 a Milano, presso il cinema Odeon;
- Dal 26 novembre 1959 a Torino, presso il cinema Reposi;
- Dal 5 dicembre 1959 a Roma, presso il cinema Corso.

### Censura
Il film, per via delle, anche se pochissime, scene di nudo dei due protagonisti a letto, venne in parte ovviamente censurato; la versione originale è stata poi pubblicata a circa 20 anni dall'uscita originale.

## Critica
Arriva il 25 luglio: il padre di Carlo, grosso gerarca del fascio, fugge in Svizzera: l'Italia freme nella speranza della pace e nella rivolta contro il regime di oppressione. I privilegi di cui Carlo godeva grazie alle amicizie paterne, vengono meno, ora dovrebbe fare il servizio militare sempre rimandato: fermato da una pattuglia di militi mentre se ne sta, di notte, sulla spiaggia con Roberta, si vede costretto a presentarsi al distretto di Bologna al più presto. I due amanti partono insieme ed a mezza strada li coglie un terribile mitragliamento aereo da cui escono salvi ma profondamente toccati, per la prima volta, dalla dura realtà che li circonda. Roberta, che ha lasciato la bimba a Rimini, decide di tornare da lei abbandonando Carlo che si 
era deciso a compiere il suo dovere, non tanto per una crisi di coscienza, quanto per una incapacità ad affrontare i problemi 
che la relazione con Roberta gli presenterebbe.

Il risultato a cui Zurlini è pervenuto non è molto covincente: la storia di Carlo e Roberta, che vuol deviare la sua eccezionalità dai momenti eccezionali in cui nasce e muore, non trova, nella precisa epoca storica, alcun vero e necessario punto di partenza nè successivi agganci. E la colpa non è tanto della storia d'amore -raccontata da Zurlini con mano spesso felice- quanto dello sfondo, tenuto troppo distante e in sottordine. La notte del 25 luglio ci rivela un'ira collettiva che nessuno avrebbe in precedenza sospettato potesse covare. Noi, è vero, ce la ricordiamo, ma ciò non significa nulla: è il film che doveva informarcene.

Quando si è scelta non a caso una data occorre dimostrarne l'importanza e, quì Estate violenta  delude l'attesa. E il rilievo psicologico e morale che Zurlini è riuscito a dare ai protagonisti è frutto del suo solido talento di regista, non certo del copione che, secondo noi, aveva bisogno di una  maggiore maturazione e soprattutto di arricchirsi con una certa aneddotica storica, con una più ampia parte documentaria, a scapito di quei personaggi laterali (gli amici della spiaggia) su cui il film, nella sua economia obbligata, non ha il modo di indugiare il tempo necessario a farceli conoscere. Eleonora Rossi Drago e Jean Louis Trintignant si rivelano, guidati da Zurlini, attori soddisfacenti.»
(recensione a firma C.T. su L'Avanti!- edizione milanese del 14 novembre 1959)

Mentre ve lo accompagna in treno, un terribile bombardamento li coglie alla stazione di Bologna. E' questo un « pezzo » molto bello; ma perché abbia tanto potere sulla vicenda non è chiarissimo. Gli amanti si separano infatti a questo punto; non sono a prova di bomba. Lei tornerà alla sua bambina e alla madre poco amena che pur aveva visto giusto in quella mésalliance; lui, che non ha il coraggio della ribellione, seguirà il branco, sarà uno dei tanti « sbandati » di quegli anni.

Un film senza dubbio più che degno la cui ambizione ci pare si ficchi in quel rapporto fra la vicenda privata e la pubblica: l'amore che si tinge dei colori della guerra e viceversa, con lo squallido risultato che ne segue. Ma resta a vedere se è compiutamente realizzata; se novella e quadro storico non tirino ognuno per conto suo; o se quando interferiscono l'uno nell'altro, non lo facciano con molta convenzione. Né il dialogo, ai fini di quello che il film voleva essere, ci sembra molto robusto, né troppo ben scandita la sceneggìatura. Con queste mende non lievi il lavoro ha parti buone che bastano a raccomandarlo. Ottimo, così sguernito, il giovane Jean Louis Trintignant; volonterosa e in qualche punto convincente Eleonora Rossi Drago; corretti Lilla Brignone, Jacqueline Sassard, Raf Mattioli e tutti gli altri.»
(Leo Pestelli su La Stampa del 27 novembre 1959)

La capacità di usare un linguaggio ricco di allusioni, sottile, quasi raffinato trova un'applicazione spontanea e naturale, necessaria, nella Estate violenta. Quì i personaggi (borghesi ed aristocratici) rivelano ed esprimono in un modo complicato e tortuoso i loro sentimenti; il loro comportamento si adatta a modelli letterari, a regole e a norme prestabilite. L'amore fra il giovane Carlo (Jean Louis Trintignant), figlio di un "caporione" fascista e Roberta (Eleonora Rossi Drago) matura vedova ed aristocratica disciplinata, è seguito, analizzato, precisato con rara pertinenza. Fra i due non esiste solo il problema dell'età, esiste una differenza di ceto, di educazione: una certa volgare spregiudicatezza che cozza contro certi anemici pregiudizi. Poi c'è l'incertezza, la provvisorietà del momento (siamo nel 1943 e nell'aria incombe la sconfitta fascista) in cui la romantica avventura si consuma. Motivi che il regista puntualizza con acume.

Ma nel film di Zurlini non bisogna cercare (e non si trova) altro.

La tragedia che il paese viveva nel 1943 è sullo sfondo e quando viene in primo piano è vista con gli occhi meravigliati, con la incredulità di Carlo: crolla l'impero di suo padre per colpa di alcuni "vigliacchi"; o con il distacco di Roberta: il fascismo è stato un fenomeno condannabile sul piano del gusto (la brutta casa di Carlo) e alla violenza si sostituisce altra violenza (il "popolo" che si sveglia dal letargo e distrugge la casa del fascio). In realtà essi sono posti in un ambiente e in un periodo storico determinati, ma il loro amore ne risente una influenza indiretta essendo piuttosto condizionato dal loro modo di essere, dal loro particolare modo di vivere, di sentire e di giudicare. La loro questione privata, cioè, non subisce alcun mutamento dei fatti esterni: avere tentato di stabilire un simile rapporto costa al film una conclusione incomprensibile. 

Dopo il bombardamento Carlo abbandona Roberta. Perché? Non si capisce. Perché il loro amore è impossibile? Perché il giovane non accetta più compromessi e vuole, pagando di persona, sapere cosa è accaduto e cosa sta accadendo intorno a lui? Non si sa. E tutte le sue parole a proposito della guerra, del fascismo e della disfatta, sono prive di significato. Carlo e Roberta potevano amarsi e lasciarsi nel 1953, i loro sentimenti, le loro reazioni, i loro atteggiamenti sarebbero stati identici. L'amore fra un giovane svagato, disancorato dalla realtà, privo di stimoli ideali, abbandonato a sè stesso e una donna che ha compreso i suoi desideri, le sue speranze in omaggio ad una virtù in cui non crede, è quanto interessa Zurlini.

In questa direzione egli punta ed ottiene i risultati migliori: basti citare la scena del ballo, facile come costruzione, ma difficile a contenere nelle giuste proporzioni, dove predominano le sfumature ed il clima creato giustifica il cedimento di Roberta. L'attenzione del regista si concentra anche sulla recitazione (Eleonora Rossi Drago non ha mai dato in tutta la sua carriera una prova migliore delle sue doti) poichè l'intera vicenda si svolge coerentemente solo sul piano psicologico e sentimentale. Sicuro dell'articolazione del racconto, Zurlini dosa sapientemente ogni effetto ed offre anche un saggio
di mestiere: il bombardamento. Quì gli schemi dello spettacolo sono dominati da uno stile secco, conciso, essenziale ed il racconto assume un alto tono drammatico.»
(recensione a firma M.G. su L'Avanti!- edizione romana del 6 dicembre 1959)
Invece Guido Aristarco, per Cinema, come recensione nel 1959 scrisse:
"Estate violenta vuole raccontare una storia d'amore: il regista indica la data 25 luglio - 8 settembre, ma aggiunge: 'purché mi sia lecito fare la riserva che non ho fatto alcun film storico (…)'. Questo rimando a una posizione astorica, per così dire alla Musil, evidente nella formazione del regista, è sottolineata quando afferma che nella sua storia d'amore il pubblico dovrebbe trovare una "vicenda assai lontana, che nella nostra memoria romantica - pur nella sua drammaticità - ha il valore che hanno tutti i ricordi.' La genericità di simili affermazioni viene comprovata dalla posizione acritica dello Zurlini, che non intende parteggiare per nessuno e proclama, nella 'violenza dell'estate' un pacifismo che non può non essere vuoto e astratto."
Il Mereghetti, nella sua recensione del film uscita solo nel 1993, definì il film «un accurato studio psicologico…».

### Home video
Una versione Blu-ray e DVD del film è uscita il 21 giugno 2016, prodotta da CG Entertainment.

## Riconoscimenti
- 1960 - Nastro d'argento
  - Migliore attrice protagonista a Eleonora Rossi Drago
  - Migliore colonna sonora a Mario Nascimbene
  - Candidatura per il miglior soggetto a Valerio Zurlini
- 1960 - Festival di Mar Del Plata
  - Migliore attrice a Eleonora Rossi Drago[8]